# Zheng Peifeng
Zheng Peifeng (* 28. März 1996 in Changzhou) ist ein chinesischer Tischtennisspieler.

## Werdegang
Zheng Peifeng trat im Alter von 13 Jahren erstmals international in Erscheinung, als er an den German Open 2009 teilnahm. 2010 folgten weitere Auftritte auf der Pro Tour, bei denen er nicht in die Nähe der Medaillenränge kam, aber in der Weltrangliste auf Platz 127 vorrückte, was für die nächsten Jahre seine beste Platzierung bleiben sollte. 2011 nahm er an den Jugend-Weltmeisterschaften teil, im Einzel konnte er das Viertelfinale erreichen, musste sich aber mit 3:4 dem Japaner Kōki Niwa geschlagen geben. Er konnte jedoch die Doppelkonkurrenz gewinnen, Im Mixed wurde er zusammen mit Gu Yuting Zweiter. 2012 kam er erstmals in der Superleague zum Vorschein und erreichte bei der Jugend-Asienmeisterschaft das Halbfinale. Im Jahr 2013 nahm Zheng unter anderem an den Russian Open teil, bei denen er im Einzel-Halbfinale gegen Kazuhiro Chan verlor, im Doppel scheiterte er vorzeitig. Weitere internationale Turniere spielte er in den nächsten vier Jahren nicht, 2014 spielte er bei den Chinese National Games mit, erreichte aber keine herausragenden Ergebnisse. Auch von 2015 bis 2017 war er in der Chinese Superleague aktiv. 2018 konnte er wieder bei einigen World-Tour-Turnieren mitspielen, unter anderem bei den Czech Open, wo er sich mit einem Finalsieg über Marcos Freitas den Titel sicherte.

## Turnierergebnisse
| Verband | Veranstaltung             | Jahr | Ort            | Land | Einzel        | Doppel        | Mixed  | Team |
| ------- | ------------------------- | ---- | -------------- | ---- | ------------- | ------------- | ------ | ---- |
| CHN     | Jugend-Asienmeisterschaft | 2012 | Jiangyin       | CHN  | Halbfinale    |               |        | Gold |
| CHN     | Jugend-Weltmeisterschaft  | 2011 | Manama         | BHR  | Viertelfinale | Gold          | Silber | Gold |
| CHN     | World Tour                | 2018 | Linz           | AUT  | letzte 16     |               |        |      |
| CHN     | World Tour                | 2018 | Olmütz         | CZE  | Gold          |               |        |      |
| CHN     | World Tour                | 2018 | Panagjurischte | BUL  | Viertelfinale | Viertelfinale |        |      |
| CHN     | World Tour                | 2013 | Jekaterinburg  | RUS  | Halbfinale    | letzte 16     |        |      |
| CHN     | Pro Tour                  | 2010 | Wels           | AUT  | Qual.         | Qual.         |        |      |